# Brătești (okręg Ardżesz)
Brătești – wieś w Rumunii, w okręgu Ardżesz, w gminie Albeștii de Argeș. W 2011 roku liczyła 307 mieszkańców.